# Жуан Коррея
Жуан Коррея (порт. João Correia, нар. 5 вересня 1996, Сетубал) — кабовердійський футболіст, нападник кіпрського клубу «Пафос» і національної збірної Кабо-Верде.

## Клубна кар'єра
Народився 5 вересня 1996 року в місті Сетубал. 
У дорослому футболі дебютував 2015 року виступами за команду «Пінальновенсе», в якій того року взяв участь у 7 матчах чемпіонату. У складі був одним з головних бомбардирів команди, маючи середню результативність на рівні 0,71 гола за гру першості.
Своєю грою за цю команду привернув увагу представників тренерського штабу другої команди клубу «Віторія» (Гімарайнш), до складу якого приєднався 2015 року, де відіграв наступні чотири сезони своєї ігрової кар'єри.
У 2019 році уклав контракт з клубом «Шавіш», у складі якого провів наступні п'ять років своєї кар'єри гравця.  Граючи у складі «Шавіша» також здебільшого виходив на поле в основному складі команди.
До складу клубу «Пафос» приєднався 2024 року. 

## Виступи за збірну
У 2022 році дебютував в офіційних матчах у складі національної збірної Кабо-Верде.
У складі збірної був учасником Кубка африканських націй 2023 року у Кот-д'Івуарі.
| Дата       | Місто                  | Господарі   | Результат | Гості      | Турнір            | Голи | Примітки |
| ---------- | ---------------------- | ----------- | --------- | ---------- | ----------------- | ---- | -------- |
| 23-3-2022  | Орлеан                 | Гваделупа   | 0 – 2     | Кабо-Верде | товариський матч  | -    | 62'      |
| 25-3-2022  | Сан-Педро-дель-Пінатар | Ліхтенштейн | 0 – 6     | Кабо-Верде | товариський матч  | -    | 69'      |
| 23-9-2022  | Ріффа                  | Бахрейн     | 1 – 2     | Кабо-Верде | товариський матч  | -    | 80'      |
| 16-11-2023 | Прая                   | Кабо-Верде  | 0 – 0     | Ангола     | Відбір до ЧС 2026 | -    | 72'      |
| Усього     |                        | Матчів      | 4         |            | Голів             | 0    |          |

## Титули і досягнення
- Чемпіон Кіпру (1):

«Пафос»: 2024-25